# Стрижа
Стрижа је насеље у Србији у општини Параћин у Поморавском округу. Према попису из 2022. било је 1571 становника.
Село је познато по узгоју шаргарепе. Овде се налазе Запис Савића храст (Стрижа) и Запис дуд код школе (Стрижа).

## Демографија
У насељу Стрижа живи 1546 пунолетних становника, а просечна старост становништва износи 39,9 година (39,4 код мушкараца и 40,4 код жена). У насељу има 542 домаћинства, а просечан број чланова по домаћинству је 3,57.
Ово насеље је великим делом насељено Србима (према попису из 2002. године).
|  |

| Демографија | Демографија | Демографија |
| Година      | Становника  | Становника  |
| ----------- | ----------- | ----------- |
| 1948.       | 1.068       |             |
| 1953.       | 1.184       |             |
| 1961.       | 1.342       |             |
| 1971.       | 1.433       |             |
| 1981.       | 1.751       |             |
| 1991.       | 1.979       | 1.818       |
| 2002.       | 1.937       | 2.146       |

| Етнички састав према попису из 2002.‍ | Етнички састав према попису из 2002.‍ | Етнички састав према попису из 2002.‍ | Етнички састав према попису из 2002.‍ | Етнички састав према попису из 2002.‍ |
| ------------------------------------ | ------------------------------------ | ------------------------------------ | ------------------------------------ | ------------------------------------ |
|                                      |                                      |                                      |                                      |                                      |
| Срби                                 | Срби                                 |                                      | 1.914                                | 98,81%                               |
| Хрвати                               | Хрвати                               |                                      | 2                                    | 0,10%                                |
| Македонци                            | Македонци                            |                                      | 2                                    | 0,10%                                |
| Чеси                                 | Чеси                                 |                                      | 1                                    | 0,05%                                |
| Словаци                              | Словаци                              |                                      | 1                                    | 0,05%                                |
| непознато                            | непознато                            |                                      | 3                                    | 0,15%                                |

| Година пописа     | 1948. | 1953. | 1961. | 1971. | 1981. | 1991. | 2002. |
| ----------------- | ----- | ----- | ----- | ----- | ----- | ----- | ----- |
| Број домаћинстава | 203   | 224   | 293   | 334   | 436   | 515   | 542   |

| Број чланова      | 1  | 2   | 3  | 4   | 5  | 6  | 7  | 8 | 9 | 10 и више | Просек |
| ----------------- | -- | --- | -- | --- | -- | -- | -- | - | - | --------- | ------ |
| Број домаћинстава | 60 | 121 | 83 | 129 | 70 | 48 | 20 | 8 | 2 | 1         | 3,57   |

| Пол    | Укупно | Неожењен/Неудата | Ожењен/Удата | Удовац/Удовица | Разведен/Разведена | Непознато |
| ------ | ------ | ---------------- | ------------ | -------------- | ------------------ | --------- |
| Мушки  | 794    | 183              | 547          | 46             | 17                 | 1         |
| Женски | 832    | 145              | 547          | 111            | 29                 | 0         |
| УКУПНО | 1.626  | 328              | 1.094        | 157            | 46                 | 1         |

| Пол    | Укупно                    | Пољопривреда, лов и шумарство | Рибарство                            | Вађење руде и камена | Прерађивачка индустрија       |
| ------ | ------------------------- | ----------------------------- | ------------------------------------ | -------------------- | ----------------------------- |
| Мушки  | 463                       | 140                           | 0                                    | 0                    | 147                           |
| Женски | 309                       | 96                            | 0                                    | 0                    | 81                            |
| УКУПНО | 772                       | 236                           | 0                                    | 0                    | 228                           |
| Пол    | Производња и снабдевање   | Грађевинарство                | Трговина                             | Хотели и ресторани   | Саобраћај, складиштење и везе |
| Мушки  | 9                         | 26                            | 59                                   | 7                    | 28                            |
| Женски | 1                         | 0                             | 65                                   | 6                    | 5                             |
| УКУПНО | 10                        | 26                            | 124                                  | 13                   | 33                            |
| Пол    | Финансијско посредовање   | Некретнине                    | Државна управа и одбрана             | Образовање           | Здравствени и социјални рад   |
| Мушки  | 1                         | 2                             | 8                                    | 14                   | 10                            |
| Женски | 4                         | 0                             | 4                                    | 12                   | 25                            |
| УКУПНО | 5                         | 2                             | 12                                   | 26                   | 35                            |
| Пол    | Остале услужне активности | Приватна домаћинства          | Екстериторијалне организације и тела | Непознато            | Непознато                     |
| Мушки  | 7                         | 0                             | 0                                    | 5                    | 5                             |
| Женски | 7                         | 0                             | 0                                    | 3                    | 3                             |
| УКУПНО | 14                        | 0                             | 0                                    | 8                    | 8                             |